# François Foignet
François Foignet (París, 17 de febrer de 1782 — Estrasburg, 22 de juliol de 1845) fou un compositor francès, era el fill primigeni del també compositor Charles Gabriel Foignet.
Es distingí com a actor havent desenvolupat amb molta gràcia els papers d'Arlequin en els teatres que dirigí el seu pare. També fou chanteur i compositor. Després del restrictiu decret de 1807, sortí de París i continuà la seva carrera artística a Lieja, Marsella, Nantes, Niça, etc., i per fi, a Estrasburg, on morí en un hospital en la major misèria.
Entre les seves composicions teatrals hi figuren:
- La noce de Lucette (1799);
- Le gondolier (1800);
- La chat botté (1802);
- Le retour inattendu (1802);
- Raymond de Tolouse (1802), en col·laboració amb el seu pare;
- Riquet à la houppe (1802);
- La naissance d'Arlequin (1803);
- Arlequin au Maroc ou La Pyramide enchantée (1804);
- L'oiseau Bleu, etc.